# Terathopius ecaudatus
Il falco giocoliere (Terathopius ecaudatus (Daudin, 1800)) è un uccello rapace di medie dimensioni appartenente alla famiglia Accipitridae. È l'unica specie del genere Terathopius.
Probabilmente è l'origine dell'"uccello dello Zimbabwe", emblema nazionale dello Zimbabwe.
Il suo nome in francese (bateleur, ripreso anche dall'inglese) descrive la sua caratteristica abitudine di battere le estremità delle ali mentre vola, come per cercare il bilanciamento.
In alcuni paesi, il falco giocoliere è talvolta noto come "aquila delle conifere" o anche "aquila dei pini", dal momento che le sue piume somigliano talvolta allo strobilo quando le agita.

## Descrizione
Si tratta di una specie dalla coda estremamente corta (ecaudatus in latino significa "senza coda") che lo rende inconfondibile in volo. Il maschio adulto è lungo dai 60 ai 75 cm con un'apertura alare di 175 cm. Ha un piumaggio nero, eccezion fatta per il manto e la coda castagna, le ali grigie, la pelle della faccia, il becco e le zampe rosse.
La femmina è simile al maschio tranne per le piume alari secondarie, tendenti più al grigio che al nero. I piccoli sono marroni con macchie bianche e hanno la pelle facciale verdastra. Impiegano sette o otto anni per raggiungere la piena maturità.

## Distribuzione e habitat
È diffuso in gran parte dell'Africa, dal Senegal a ovest fino alla Somalia a est arrivando fino alla fascia settentrionale del Sudafrica. Vive praticamente ovunque nelle regioni a sud del Sahara ad eccezione del bacino del Congo. I coloni provenienti dall'Europa, che si recarono in Africa all'epoca degli imperi coloniali, perseguitarono pesantemente il rapace, usando tanto i fucili che i bocconi avvelenati. Gli erano imputati praticamente tutti i furti di bestiame. Vive particolarmente nelle savane, ai margini delle foreste, sulle coste e anche sulle vette montane oltre i 4000 metri.

## Biologia

### Alimentazione
La preda di questo rapace è costituita prevalentemente da uccelli, soprattutto colombidi e pteroclidi, e anche piccoli mammiferi. Occasionalmente non disdegna le carcasse.

### Riproduzione
Nidifica sugli alberi, deponendo un solo uovo che è covato per 42 o 43 giorni dalla femmina, che si cura poi dei piccoli per 90-125 giorni finché non sono in grado di volare. I falchi giocolieri sono monogami e utilizzano lo stesso nido per vari anni. Gli uccelli non accoppiati aiutano talvolta al nido.

### Verso
Il falco giocoliere è solitamente silenzioso.

## Galleria d'immagini

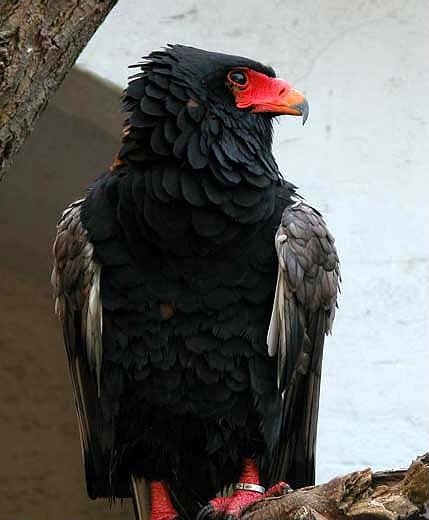
Adulto
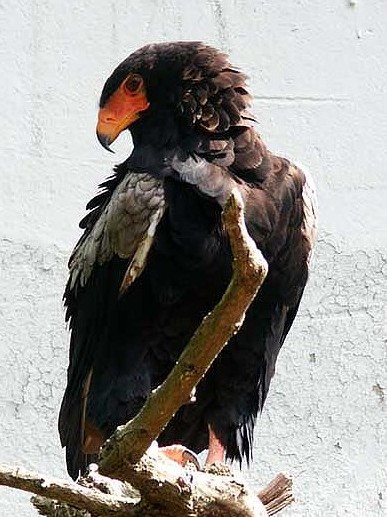
Adulto, probabilmente femmina
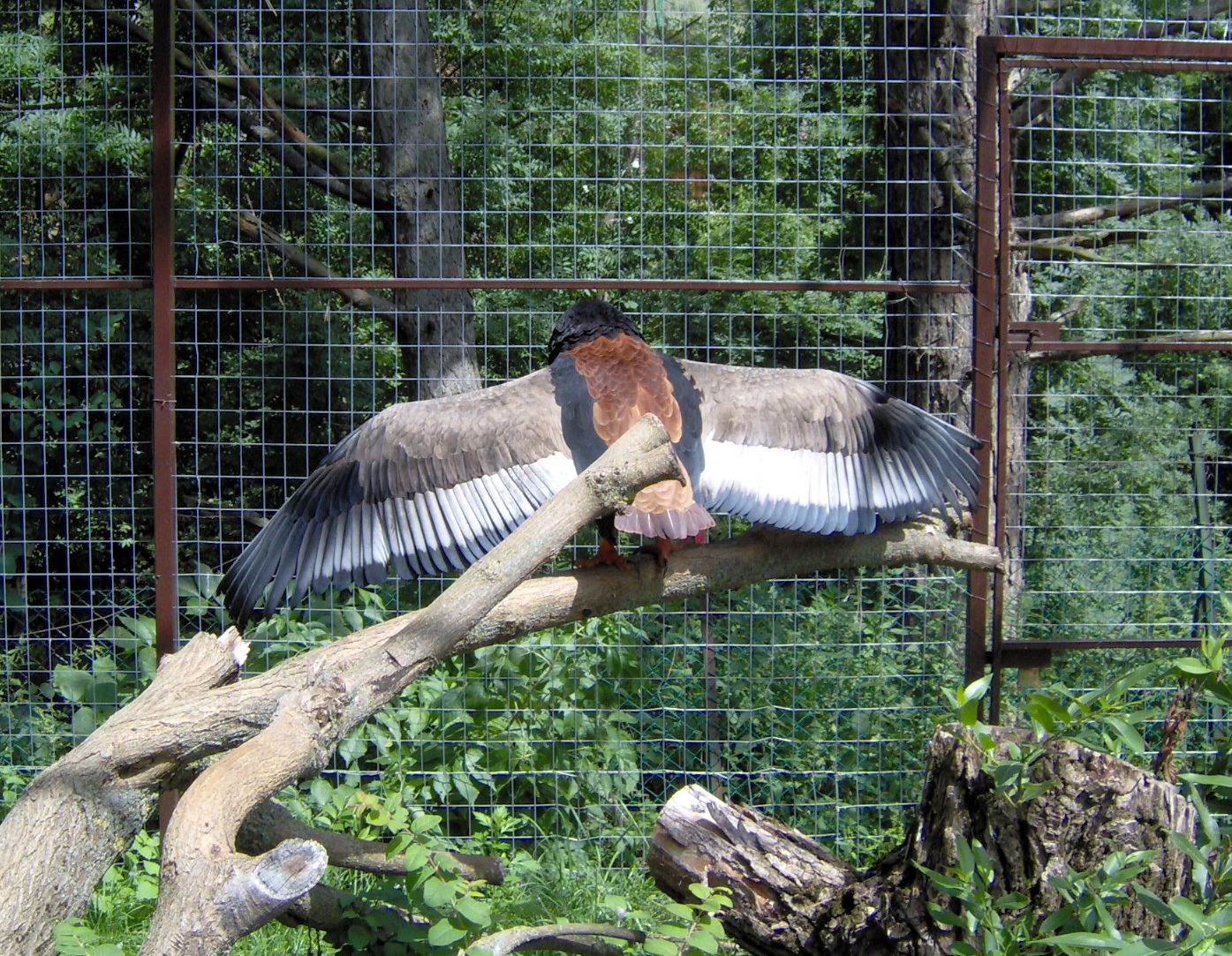
Adulto mentre "prende il sole" in uno zoo
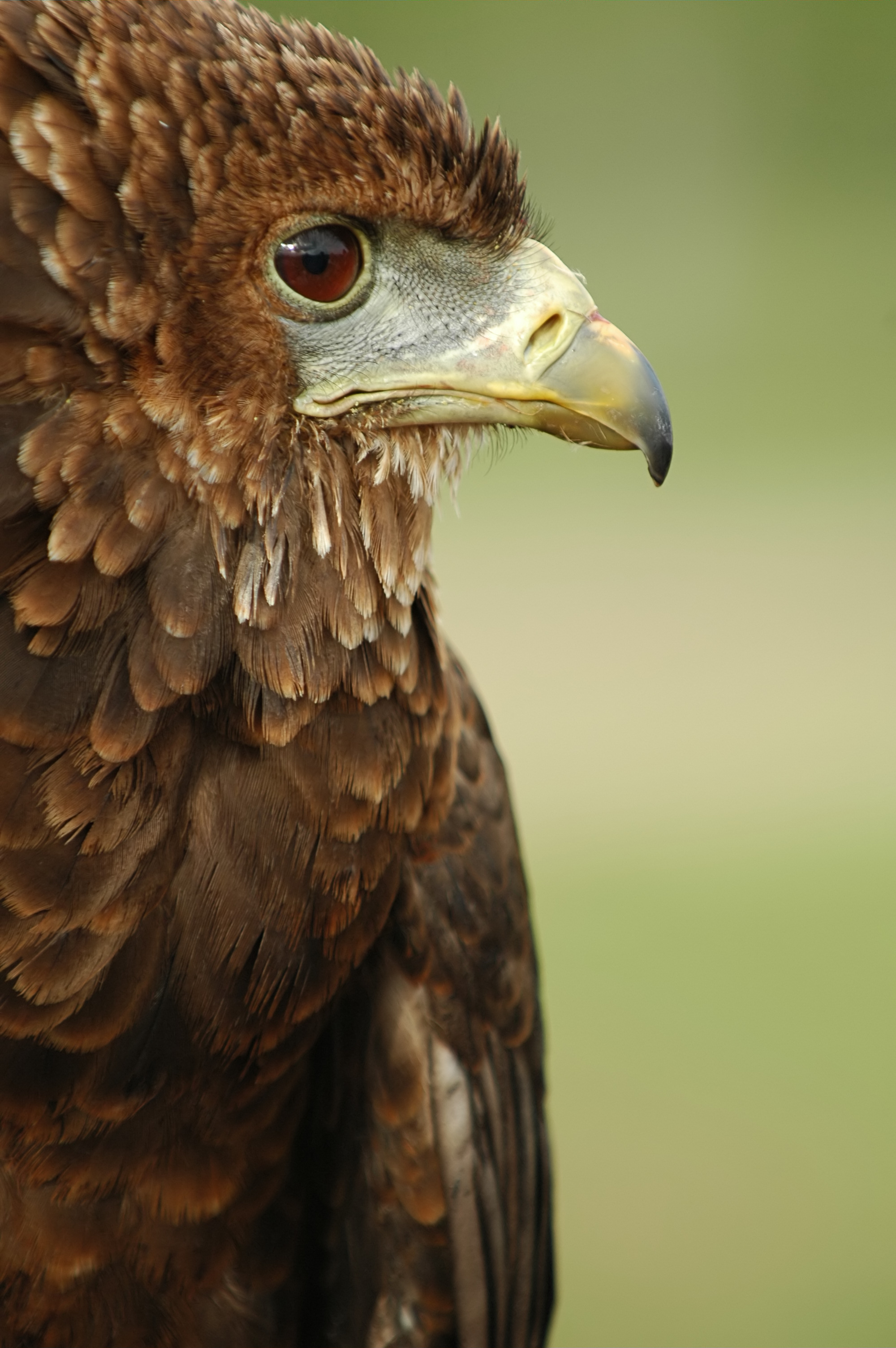
Un piccolo